# Лёгкая атлетика на летних Олимпийских играх 1904 — бег на 400 метров с барьерами
Соревнования по бегу на 400 метров с барьерами среди мужчин на летних Олимпийских играх 1904 прошли 31 августа. Приняли участие четыре спортсмена из одной страны.

## Призёры
| Золото            | Серебро          | Бронза          |
| Гарри Хиллман США | Фрэнк Уоллер США | Джордж Подж США |

## Рекорды
| Мировой рекорд     | Официального рекорда не было до 22 июля 1908 года | —      |                |              |  |
| Олимпийский рекорд | Джон Тьюксбери (USA)                              | 57,6 с | Париж, Франция | 15 июля 1900 |  |

## Соревнование
| Место | Спортсмен            | Результат  |
| ----- | -------------------- | ---------- |
| 1     | Гарри Хиллман (USA)  | 53,0 с     |
| 2     | Фрэнк Уоллер (USA)   | 53,2 с     |
| 3     | Джордж Подж (USA)    | Неизвестен |
| 4     | Джордж Варнелл (USA) | Неизвестен |